# 박서연 (1992년)
박서연(1992년 9월 26일~)은 대한민국의 여자 배우이다.

## 출연작

### 드라마
- 2014년 MBC 엄마의 정원